# Horodyszcze (hromada Tarnopol)
Horodyszcze (ukr. Городище) – wieś na Ukrainie, w  rejonie tarnopolskim obwodu tarnopolskiego, w hromadzie Tarnopol, położona nad rzeką Seret.
Do 2020 roku część rejonu zborowskiego, od 2020 – tarnopolskiego. 
W II Rzeczypospolitej wieś powiecie tarnopolskim województwa tarnopolskiego.
W styczniu 1945 nacjonaliści ukraińscy z OUN-UPA zamordowali tutaj 32 Polaków, grabiąc i paląc polskie gospodarstwa.